# Slag om Denemarken
De Slag om Denemarken was een reeks gevechten die volgden na de Duitse invasie van Denemarken op 9 april 1940 per land, zee en vanuit de lucht. De snelle Deense overgave (binnen zes uur na het begin van de invasie) geldt in de militaire geschiedenis als de snelste capitulatie aller tijden.

## Reden voor de invasie
De aanval op Denemarken was een gepland onderdeel van Operatie Weserübung. Om Noorwegen te kunnen veroveren moesten de Duitsers de vliegvelden bij Aalborg in Noord-Jutland beheersen. Bijkomende voordelen waren het kunnen uitoefenen van meer politieke druk op Zweden en Finland, en bescherming van Noord-Duitsland tegen geallieerde luchtaanvallen.

## Duits aanvalsplan
Het Oberkommando der Wehrmacht plande een gecombineerde aanval van de verschillende krijgsmachtdelen op Denemarken om het land zo snel mogelijk te veroveren; met luchtaanvallen op de vliegvelden bij Aalborg en een verrassingsaanval van infanterie- en marine-eenheden op Kopenhagen, in combinatie met de gelijktijdige aanval over land op Jutland.

## Slag
Hoewel het Deense leger voor een Duitse aanval gewaarschuwd was, ontkende de Deense regering dat haar leger verdedigende posities aan het voorbereiden en opbouwen waren. Dit om de Duitsers niet te provoceren. Om een invasie tegen te gaan, waren enkel kleine en verdeelde eenheden van de grenswacht en eenheden van de Jutland-Divisie beschikbaar.

### Slag om Jutland

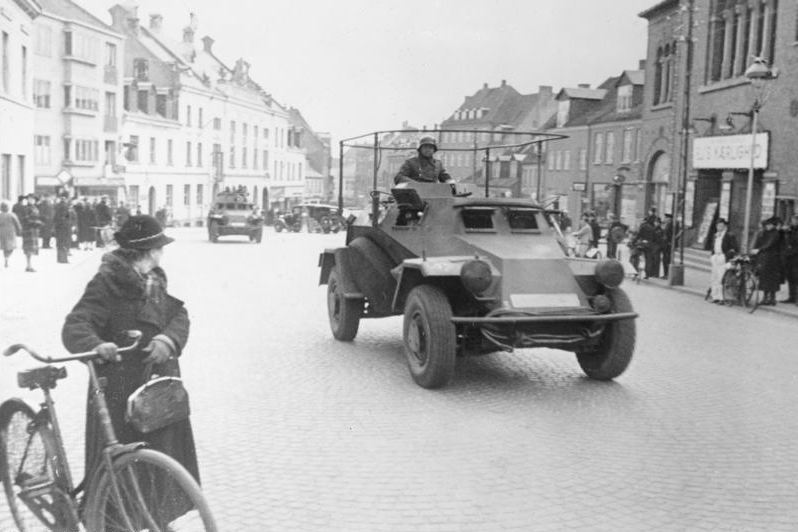
Een Duitse verkenningspantserwagen in Jutland

De Deense grens werd om 04:15 geschonden bij Sæd, Rens, Padborg en Krusaa. De Kriegsmarine zette tegelijk troepen aan land bij Lillebælt, waardoor de Deense troepen bij de grens waren afgesneden en buiten gevecht werden gesteld.

#### Oostelijke flank

##### Lundtoftebjerg
Het eerste treffen tussen het Deense leger en de Duitse troepen was bij Lundtoftebjerg, waar een Deens peloton dat bewapend was met twee 20mm-geweren en een licht machinegeweer, posities innam die uitkeken over de weg. In een korte schermutseling verloren de Duitsers twee pantserwagens en drie motorfietsen, terwijl de Denen één gewonde betreurden tijdens de strijd en bij terugtrekking een dode.

##### Hokkerup
Toen de Duitse voorhoede Hokkerup bereikte stuitte ze weer op een andere wegblokkade, deze keer verdedigd door 34 Deense soldaten. De Denen stelden drie Duitse pantserwagens buiten gevecht en de Duitsers waren gedwongen terug te trekken. De Duitsers stelde een 37mm-geweer op driehonderd meter afstand op, maar dit werd door de Denen buiten gevecht gesteld. Daarna lukte het de Duitsers de Deense eenheid te omsingelen en gevangen te nemen.

##### Bjergskov
Ten noorden van Hokkerup stuitten de Duitsers op een andere wegblokkade die verdedigd werd door twee 20mm-geweren. Duitse tanks drukten de wegblokkade opzij en opende het vuur. Een geweer opende het vuur toen er een Duitse tanks eroverheen reed. De schutter probeerde dekking te zoeken, maar hij werd gedood door een Duits vliegtuig dat de weg bestookte. Het tweede geweer was defect. De Denen werden omsingeld en gevangengenomen door een Duitse divisie.

#### Centrale flank

##### Bredevad

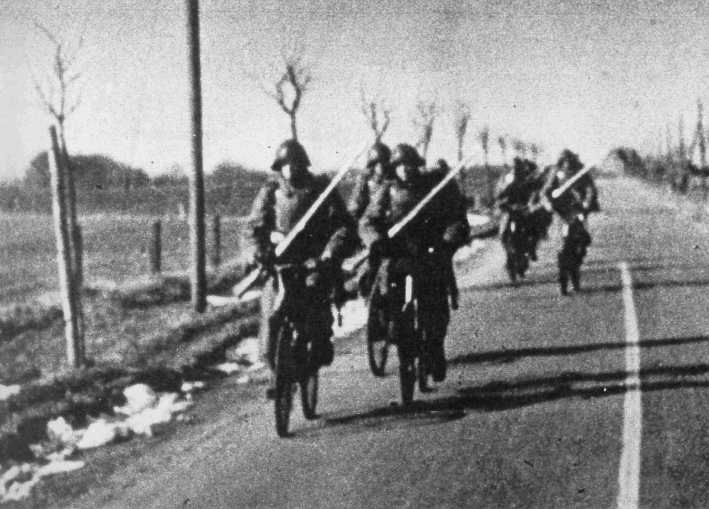
Deense soldaten bij Bredevad

Bij een ontmoeting tussen Deense en Duitse troepen 10 km ten noorden van de grens bij Bredevad stuitten Duitse pantserwagens op een Deense wegblokkade die bemand werd door anderhalf peloton, bewapend met een machinegeweer en granaten. De Denen vuurden een waarschuwingsschot af dat de Duitsers negeerden. Vervolgens openden de Denen het vuur, waarbij het de eerste pantserwagen uitgeschakelde en de bestuurder doodde. Er volgde een korte schermutseling. De Denen schakelden twee Duitse pantserwagens uit ten koste van vier doden en twee gewonden, waarna ze gedwongen waren zich over te geven.

##### Haderslev

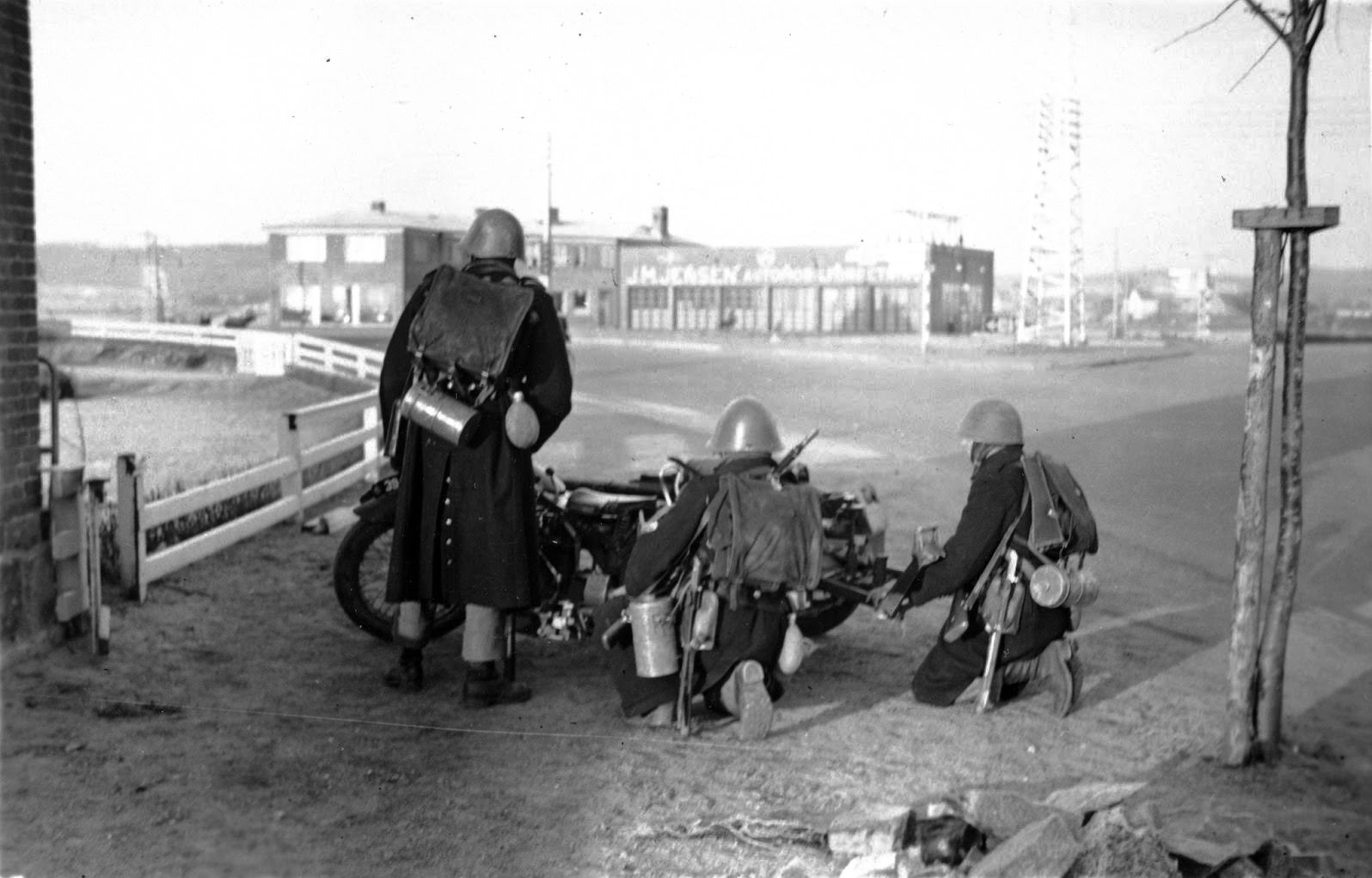
Deense soldaten met 20mm-machinegeweer te Aabenraa

Terwijl de Deens troepen zich in het Søegaard-legerkamp voorbereidden om noordwaarts naar Vejle te trekken, waar de hoofdmacht van de Jutland-Divisie zich voorbereidde op het gevecht, ontstond er een kleine schermutseling bij Aabenraa, toen de Deense achterhoede werd aangevallen. Na een Duitse tank te hebben uitgeschakeld trok de achterhoede zich terug op Haderslev. Haderslev werd verdedigd door een garnizoen van 225 man van de Jutland-Divisie die de kazerne (die in de stad lag) en de weg erheen verdedigden. Na gevechten waarbij de Duitsers in de buitenwijken van Haderslev drie tanks verloren, kwam uit Kopenhagen het capitulatiebericht binnen. Dit bereikte de verdedigers van de kazerne in Haderslev niet en toen de Duitsers de stad introkken, ontstonden er nieuwe gevechten. Bij de Duitse aanval werd een Duitse motorrijder gedood. Twee Deense soldaten werden gedood terwijl ze de kazerne verdedigden. Ook werden er drie Deense burgers in het spervuur gedood.

#### Westelijke flank

##### Tønder garnizoen
De eerste gevechten in West-Jutland vonden plaats tussen Duitse troepen en het garnizoen van Tønder. De eerste schermutseling vond plaats bij Abild, waar twee Duitse pantserwagens buiten gevecht werden gesteld door een 20mm-antitankgeweer waarna de Denen gedwongen waren zich terug te trekken. Verderop werd de Duitse opmars bij Sølsted volledig tot stilstand gebracht, waarbij een pantserwagen verloren ging en een andere beschadigd werd. Enkel dankzij luchtsteun van drie Henschel Hs-126 waren de Duitsers in staat de Denen terug te drijven naar Bredebo. Maar toen de troepen van het Tønderse garnizoen Bredebo bereikten, had Denemarken al gecapituleerd en was de strijd voorbij.

##### Abild en Sølsted
Bij Abild schakelden Deense 20mm-geweren voor terugtrekking van de Deense troepen twee Duitse pantserwagens van het Duitse 11e Gemotoriseerde Regiment uit. Bij Sølsted richtte een Deense antitank-eenheid (bestaande uit minder dan vijftig man) een verdedigingsstelling met 20mm-geweren op. Toen de eerste pantserwagen van een naderende eenheid van het Duitse 11e Gemotoriseerde Regiment in zicht kwam, openden de Denen het vuur. De eerste Duitse pantserwagen werd uitgeschakeld en eindigde in de sloot, terwijl de volgende doorreed. Maar deze werd geraakt en trok zich terug. Hij werd diverse malen geraakt, maar kon terugrijden. De Duitse infanterie probeerde tweemaal de Deense posities te overrompelen, maar beide pogingen liepen spaak. Doordat de aanval mislukte, schakelde de Duitse regimentscommandant de Luftwaffe in. Drie Henschel Hs-126's bombardeerden de Deense stellingen. Hierna beval de Deense commandant de terugtrekking naar Bredebo.

### Luchtlandingen

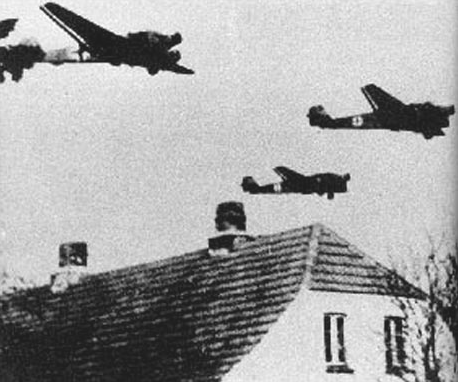
Junkers Ju-52/3m over Denemarken

Om 06:15 sprongen 96 Fallschirmjägers uit negen Junkers Ju-52/3m om de Storstrøm-brug veilig te stellen. De brug verbond het eiland Falster met het vasteland en de kustverdedigingen op het eiland Masnedø. Deze landing opende voor een bataljon van de 198e Infanteriedivisie de weg naar Kopenhagen.

### Marinelandingen
Om de verbindingen tussen Jutland en Seeland in te nemen, zette de Kriegsmarine troepen van de 198e Infanteriedivisie aan land op Funen.

### Inname van Kopenhagen
Om de Deense autoriteiten zich zo snel mogelijk te laten overgeven, was inname van de hoofdstad van cruciaal belang. Om 04:15 voer de mijnenlegger Hanzestad Danzig, geëscorteerd door de ijsbreker Stettin en twee patrouilleboten de haven van Kopenhagen binnen. Hoewel de haven werd beschermd door kanonnen van de kustartillerie van Fort Middelgrund, aarzelde de pasbenoemde Deense commandant actie te ondernemen. Nadat een bataljon van de 198e Infanteriedivisie om 05:18 was geland, namen de Duitsers het 70 man tellende garnizoen in het hoofdkwartier van het Deense leger, de Kastellet, zonder enig schot gevangen. Het volgende doel van de Duitsers was het koninklijke paleis Amalienborg.

#### Amalienborg en capitulatie

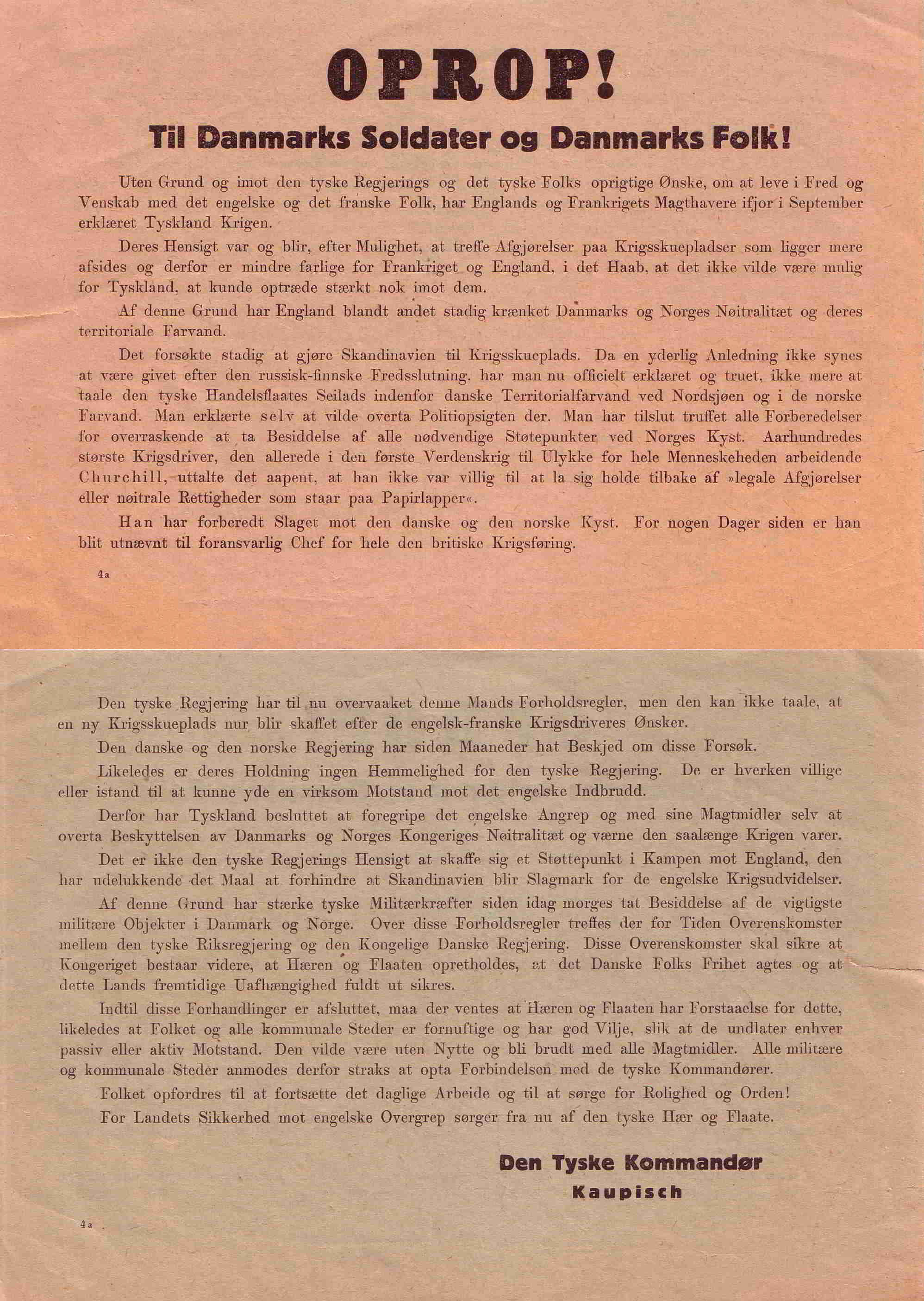
De pamfletten OPROP!

De Duitse infanterie stuitte bij Amalienborg op felle weerstand van een oefencompagnie van de Deense Koninklijke Garde (Den Kongelige Livgarde), die de eerste aanval afsloeg met slechts drie gewonden tot gevolg. Dit gaf koning Christiaan X en zijn ministers tijd te overleggen met de Deense legerchef generaal William Wain Prior. Aangezien deze discussie niks opleverde, vlogen verschillende formaties bestaande uit Heinkel He 111 en Dornier Do 17 over de stad en wierpen OPROP! (OPROEP!)-pamfletten af. Omdat gevreesd werd dat de Luftwaffe de burgerbevolking van Kopenhagen zou bombarderen en omdat alleen generaal Prior de strijd wilde voortzetten, capituleerde de Deense regering in ruil voor behoud van politieke handelingsvrijheid aangaande binnenlandse aangelegenheden.

### Lot van de Deense luchtmacht
Alle vier eskaders van de Deense luchtmacht waren gestationeerd bij Værløse, vlak bij Kopenhagen. In afwachting van de Duitse invasie moesten de eskaders zich over alle vliegvelden in het land verspreiden, maar dit was niet volbracht toen de Luftwaffe boven de luchtmachtbasis verscheen. Toen de Duitse vliegtuigen Værløse bereikten, stegen vier Fokker C.V-E verkenningsvliegtuigen op, waarvan er een werd neergeschoten door de Messerschmitt Bf 110 van Wolfgang Falck. Daarna vielen de Messerschmitt Bf 110s de luchtmachtbasis aan en vernietigden tien vliegtuigen en beschadigden veertien andere, toen die wilden opstijgen. Hierdoor werd de Deense luchtmacht grotendeels uitgeschakeld. De vliegtuigen van de Deense marine bleven op hun bases ongedeerd.

### 1e compagnie van het 11e bataljon
Terwijl de meeste eenheden van het Deense leger het bevel tot capitulatie opvolgden, weigerde één eenheid zich over te geven. De commandant van het 4de Regiment, Bennike, die gelegerd was in Roskilde, geloofde dat de capitulatie aan de regering was opgelegd door de Duitsers en dat Zweden was aangevallen. In plaats van zich over te geven, voer Bennike vanuit Helsingør naar Zweden en ging in ballingschap. Nadat het misverstand later uit de wereld was geholpen, bleven sommige Deense soldaten in Zweden; anderen keerden terug naar Denemarken.

## Overzeese gebieden
Op 12 april 1940 bezetten Britse troepen de Faeröer, ter voorkoming dat deze eilanden ook in Duitse handen zouden vallen. De bezetting verliep geweldloos. Een poging van lokale parlementsleden om hier gebruik van te maken om de onafhankelijkheid uit te roepen vond onvoldoende steun in het parlement. De eilanden werden regelmatig door de Duitsers aangevallen maar er is geen poging ondernomen ze te veroveren.
IJsland trok alle regeringsbevoegdheden naar zich toe en stelde zich onafhankelijk op van de regering te Kopenhagen. Het bleef aan neutraliteit vasthouden en liet zelfs toe dat schepen van Asmogendheden hier misbruik van maakten door naar IJslandse territoriale wateren te vluchten (waar geallieerde schepen hun overigens achtervolgden en alsnog tot zinken brachten). Het eiland was bovendien strategisch gelegen in de noordelijke Atlantische Oceaan en er was zorg dat Duitsland van IJslandse exporten kon profiteren. De Britten trachten de IJslandse regering over te halen aan de oorlog deel te nemen aan geallieerde zijde, maar toen IJsland bleef weigeren werd het op 10 mei 1940 door de Britten bezet. Ook hier verliep de bezetting geweldloos hoewel enige IJslanders protesteerden en een Britse rekruut onderweg zelfmoord pleegde. Op 7 juli 1941 namen de toen nog neutrale Verenigde Staten de bezetting over. Op 17 juni 1944 ontbond IJsland de personele unie met Denemarken en riep de republiek uit.
Deense ambtenaren organiseerden op Groenland een lokale overheidsinstantie. Een dag na de Duitse bezetting vertelde de Deense ambassadeur in de Verenigde Staten, Henrik Kauffmann, dat hij geen instructies meer aanvaardde vanuit Kopenhagen en toestemming aan de Amerikanen verleende om militaire bases op Groenland in te richten. Vervolgens diende Groenland in de eerste plaats als uitvalsbasis voor Amerikaanse vliegtuigen op zoek naar Duitse onderzeeboten. Er waren ook Duitse pogingen om het eiland voor weerstations te gebruiken, die allemaal mislukten. De Deense regering beschuldigde Kauffmann van landverraad, ontsloeg hem, en eiste dat hij naar Kopenhagen terugkeerde, maar Kauffmann legde dit naast zich neer. Zodoende kon het Groenlandse bestuur vergaand onafhankelijk opereren.

## Nasleep
De Deense capitulatie resulteerde in de unieke 'milde' bezetting van Denemarken. Dit bleef zo tot de zomer van 1943, waarna volledige bezetting volgde. Door het uitstel van de arrestatie en deportatie van de Deense Joden, konden de meesten van hen worden gewaarschuwd, waarna zij naar Zweden konden vluchten. In totaal werden 447 Deense Joden gedeporteerd, waarvan er 70 werden vermoord. Zeventig van de ongeveer achtduizend Joden die voor de oorlog in Denemarken woonden.